# 国際連合安全保障理事会決議114
国際連合安全保障理事会決議114（こくさいれんごうあんぜんほしょうりじかいけつぎ114、英: United Nations Security Council Resolution 114, UNSCR114）は、1956年6月4日に国際連合安全保障理事会で全会一致のもと採択された決議。中東紛争における停戦状況についてのものである。

## 概要
事務総長の報告を受け理事会は、安保理決議113に定められた具体的措置の採択に向けて進展が見られるものの、一般休戦協定と多数の安保理決議の完全な遵守がまだ実現されていないことに留意した。安保理は、休戦協定の全締結国が事務総長とパレスチナの国際連合休戦監視機構参謀長に協力し、国連監視団に完全な移動の自由を与えるべきであると宣言した。
安保理はさらに、休戦協定の一方の当事者によって同協定に対する重大な違反をなす行動が執られた場合にはいつでも、参謀長がこれを報告すること、またダグ・ハマーショルド事務総長が当事者に引き続き善処し、必要に応じて報告することを要請した。

## 詳細
以下はその和訳。
安全保障理事会は、
1956年4月4日の決議第113号（1956年）および1949年8月11日の決議第73号（1949年）を想起し、
安全保障理事会を代表して行った最近の任務に関する事務総長の報告書7を受理し、

報告書（第III部及び附属書1～4）6のうち、一般休戦協定の全当事者が事務総長に無条件で行った停戦遵守の確約に言及した記述に、
また、決議第113号（1956年）第3項に定める具体的措置の採択に向けて進展があったこと、
そして、しかしながら一般休戦協定および1955年3月30日の決議第107号（1955年）、1955年9月8日の決議第108号（1955年）および1956年1月19日の決議第111号（1956年）の完全な遵守がまだ実施されておらず、決議113（1956）の第3項で求められている措置が完全に合意されておらず、完全に実施されていないことに留意し、
事務総長のミッションから得られた成果を定着させ、締約国による休戦協定の完全実施に向けて、現在さらなる進展を図る必要があると考え、以下の通りとする。

1. 事務総長と締約国に対し、すでに達成された進展について称賛する。
2. 休戦協定の当事者は、事務総長とすでに合意した措置をすみやかに実施し、また、決議113（1956）に従って、この決議の完全実施と休戦協定の完全遵守のために、事務総長およびパレスチナ国際連合休戦監視機構参謀長と協力して、さらなる実際的提案を実行に移すべきであると宣言する。
3. 国際連合監視員の移動の完全な自由は、監視員がその機能を果たすことができるよう、休戦協定に定めるところにより、休戦区画線、非武装化地帯及び防御区域において尊重されなければならないことを宣言する。

4. 休戦協定の完全な遵守の再確立は、当事者間の主要な問題についての進展を可能にするために通過しなければならない段階であるとの事務総長の見解を支持する。

5. 参謀長に対し、決議第73号（1949年）に従い停戦監視を継続し、休戦協定の一方の当事者が行った行動が当該協定または停戦の重大な違反となり、参謀長の意見として安保理による即時の検討を必要とする場合には、安保理に報告するよう要請する。

 6. 休戦協定の当事国に対し、本決議を実施するために必要な措置をとることを要求し、それによって信頼を高め、平和的状態を望むことを示す。
7. 事務総長に対し、決議113（1956）の完全実施と休戦協定の完全遵守を目指し、締約国との善処を継続し、適宜安全保障理事会に報告するよう要請する。

6 安全保障理事会公式記録、第4年、特別補遺第1号、第2号、第3号、第4号を参照。
7 同書、第11年、1956年4月、5月、6月分補足、文書S/3596参照。